# سوران علي شريف
سوران علي شريف ممثل ومخرج عراقي.

## مشواره المهني
تخرج من كلية الفنون الجميلة عام 1990 وعضو في الفرقة القومية للتمثيل بدأ في التمثيل بعد تخرجه وشارك في العديد من المسلسلات التلفزيونية أبرزها المواطن جي وحلبة القانون والمسرحيات، بعد العام 2006 ابتعد عن التمثيل وانتقل إلى الإنتاج والإخراج حيث أسس شركة الحنين وقام بإخراج العديد من الأغاني للعديد من الفنانين العراقيين

## أعماله

### في التلفزيون
| سنة الإنتاج | اسم المسلسل                      | الشخصية |
| ----------- | -------------------------------- | ------- |
| 2007        | المواطن جي                       |         |
| 2006        | ثمنطعش                           |         |
| 2006        | مناوي باشا ج2                    |         |
| 2005        | البركان                          |         |
| 2005        | بيوت أهلنا                       |         |
| 2002        | صمود الأبطال                     |         |
| 2002        | ظرفاء ولكن                       |         |
| 2000        | حكايات قبل أن تنزل الآيات        |         |
| 2000        | الوحاش                           | كيمو    |
| 2002        | الوداع الأخير                    |         |
| 2002        | سعيد بس بالإسم                   |         |
| 2001        | طرقات الليل                      | عماد    |
| 1999        | الطرائف الغريبة والنوادر العجيبة |         |
| 1998        | وداعا أيها الحب                  |         |
| 1997        | حلبة القانون                     | أمين    |
| 1997        | حدث في الهاوية                   | نور     |
| 1996        | هستيريا                          |         |
| 1995        | الحوت والجدار                    | مهند    |
| 1995        | صخر القلوب                       | نظير    |
| 1995        | امرأه ورجل                       | فوزي    |
| 1995        | ربيع شاغر                        | هيثم    |
| 1995        | عنفوان الأشياء                   | زيدون   |
| 1989        | براعم بلا جذور                   |         |

### في المسرح
| سنة الإنتاج | المسرحية          | الشخصية |
| ----------- | ----------------- | ------- |
| 1997        | الراقصة والشياطين |         |

### في السينما
| سنة الإنتاج | الفيلم      | الشخصية |
| ----------- | ----------- | ------- |
| 1999        | طمع الأشرار |         |

### الإخراج
- «سواها شدهان» (مسرحية)
- «شدة وتزول» (مسرحية)
- «بس تعالوا في عمان» (مسرحية)
- (2006): فاصوليا (مسلسل)
- (2013):أوف سايد (مسرحية)
- (2022): قسطرة (مسلسل)

### فنانون أخرج لهم
- أصيل هميم
- إسراء الأصيل
- نور الزين
- همام إبراهيم
- رعد وميثاق